# Sceau de la Virginie
Le sceau de Virginie doit être formé de deux disques de métal, de deux et quatre pouces de diamètre, avec une bordure décorative d'un quart de pouce de large. Des mots et images doivent être gravés de manière à produire les images suivantes à l'impression. Sur la face, la Vertu, gardienne du Commonwealth, dressée à la manière d'une amazone, appuyée à main droite sur une lance la pointe vers le bas touchant la terre, et portant dans sa main gauche une épée au fourreau, ou un parazonium, la pointe vers le haut. Son visage est dressé et de profil. Son pied gauche repose sur la Tyrannie, représentée sous la forme du corps prostré d'un homme, la tête à sa gauche, sa couronne à terre plus loin, une chaine brisée dans sa main gauche et un fléau dans sa main droite. Au-dessus des deux allégories, à l'intérieur de la bordure et prenant sa forme, doit être écrit Virginia, et dans la partie basse selon une ligne courbe la devise Sic Semper Tyrannis (« Ainsi en est-il toujours des tyrans »). Sur l'autre face doit être représenté un groupe constitué de la Liberté, tenant une baguette et un pileus (sorte de chapeau) dans sa main droite. À sa droite l'éternité, avec un globe et un phénix dans sa main droite. À la gauche de la liberté, Ceres, avec une corne d'abondance dans sa main gauche et une gerbe de blé dans la droite. Au-dessus du groupe et selon une ligne courbe, le mot Perseverando (gérondif du verbe perseverare, « persévérer »).